# Hanseatic (Schiff, 1930)
Die Hanseatic war ein Turbinenschiff und das erste Schiff dieses Namens. Sie wurde 1929 bei der Fairfield Shipbuilding & Engineering Co. Ltd. in Govan als Empress of Japan gebaut und hatte ursprünglich eine Vermessung von 26.032 BRT. Im Laufe seiner Geschichte wurde das Schiff mehrmals umbenannt.

## Empress of Japan

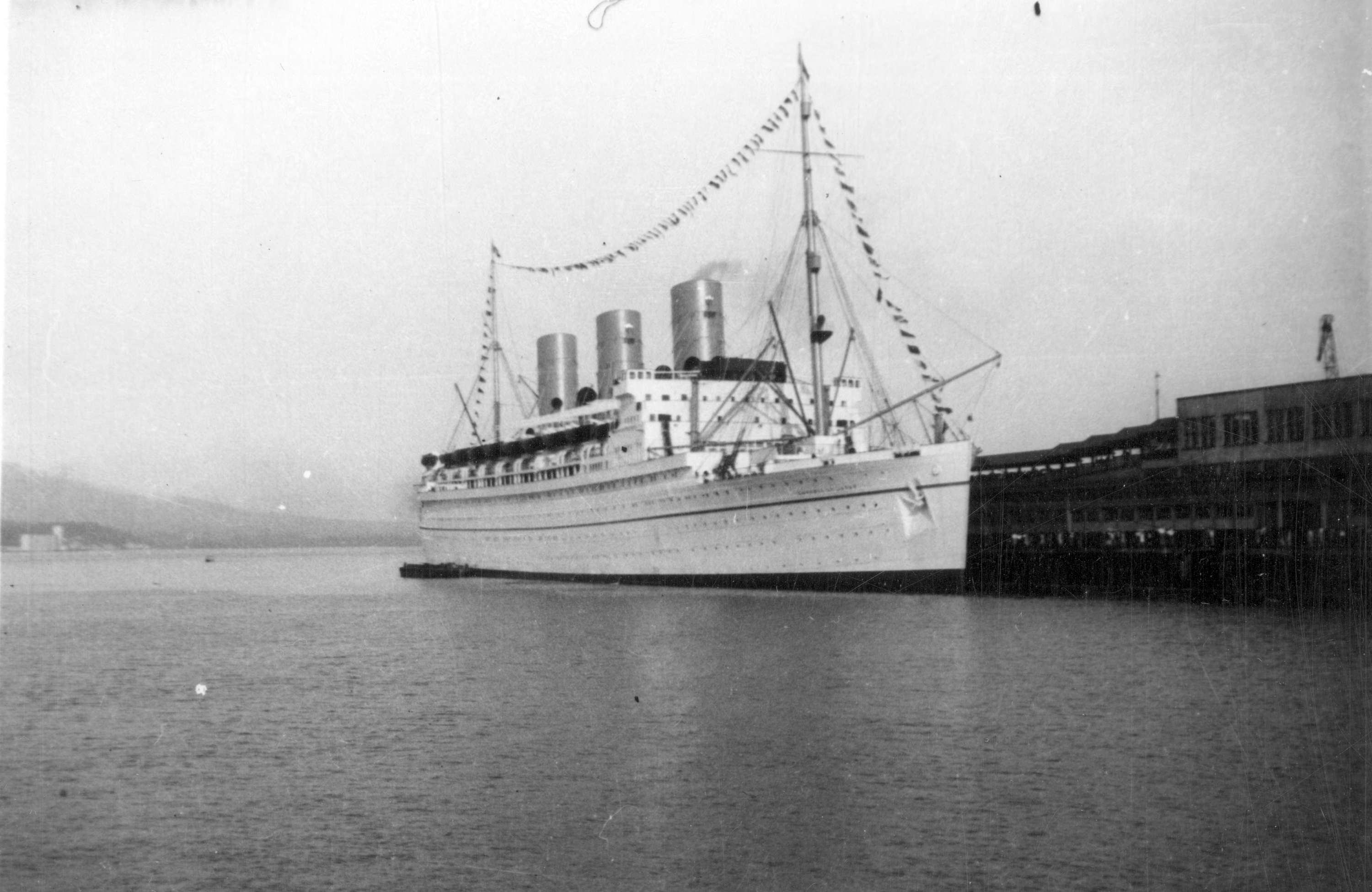
Als Empress of Japan in Vancouver (1930er Jahre)

Da in den 1920er und 30er Jahren der schnellste Weg von Europa nach dem Fernen Osten über Kanada führte, bot CP Ships einen Rundumservice aus See- und Bahnreise mit aufeinander abgestimmten Fahrplänen an. Den Transport von einer kanadischen Küste zur anderen übernahm dabei die Canadian Pacific Railway. Um sich durch die Reduzierung der Gesamtreisezeit um zwei Tage Vorteile gegenüber ihren Konkurrenten zu sichern, schaffte die Reederei um 1930 zwei neue Schiffe an. Auf dem Atlantik wurde die Empress of Britain eingesetzt, auf dem Pazifik die Empress of Japan. Obgleich sie nicht als Schwesterschiffe galten, wiesen beide Schiffe doch einige Gemeinsamkeiten auf. Neben dem Anstrich war dies das durch die jeweils drei Schornsteine ähnliche Profil. Außerdem genossen beide auf ihrer jeweiligen Route den Ruf, das schnellste und luxuriöseste Schiff zu sein.
Bei Ausbruch des Zweiten Weltkriegs lag die Empress of Japan in Shanghai. Da man den Japanern misstraute, wurde angeordnet, dass es nicht nach Yokohama weiterfahren, sondern über Honolulu nach Victoria zurückkehren solle. Dort wurde es am 25. November 1939 requiriert und anschließend mit einem grauen Anstrich und Geschützen ausgerüstet, um als Truppentransporter zu dienen. In den folgenden neun Jahren transportierte es australische und neuseeländische Soldaten in den Nahen Osten. Im Oktober 1940 gehörte es neben sechs anderen Luxuslinern zu einem „multi-million dollar convoy“ genannten Geleitzug, der von Australien nach Südafrika fuhr. Am 9. November 1940 geriet es vor der irischen Westküste nahe der Stelle, an der zwei Wochen zuvor die Empress of Britain  von einem deutschen U-Boot torpediert worden war, in einen deutschen Luftangriff. Zwei Fliegerbomben einer Focke-Wulf Fw 200 der I. Gruppe des Kampfgeschwaders 40 glitten von der Heckreling und den Rettungsbooten ab und richteten nur geringen Schaden an. Während der Attacke hielten Kapitän J. W. Thomas und sein chinesischer Quartiermeister Ho Kan das Ruderhaus besetzt und fuhren Ausweichmanöver. Ho Kan führte Thomas’ Befehle im Liegen aus. Beide erhielten dafür den Order of the British Empire, Thomas die dritthöchste und Ho Kan die unterste Klasse. In den Jahren 1941 und 1942 fuhr das Schiff mehrfach nach Singapur. Mit 1.200 evakuierten Frauen und Kindern an Bord überstand es hier einen weiteren Bombenangriff.

## Empress of Scotland

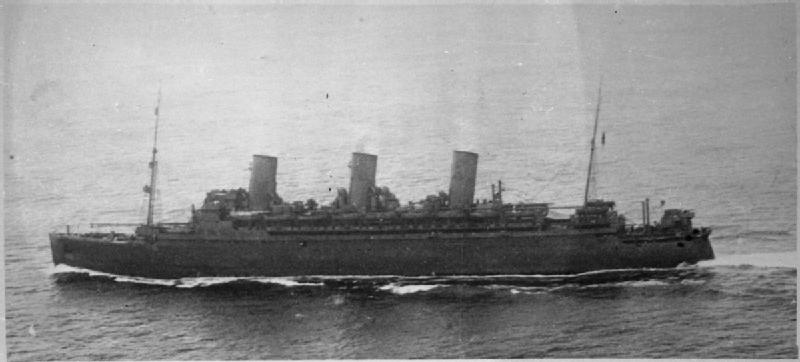
Die Empress of Scotland als Truppentransporter

Erst im Oktober 1942, also zehn Monate nach dem japanischen Angriff auf Pearl Harbor, benannte man das Schiff in Empress of Scotland um und beseitigte damit den Bezug auf den Namen eines feindlichen Staates. Die Verzögerung lag in einem Verbot von Schiffsumbenennungen zu Kriegszeiten begründet. Es wird angenommen, dass Winston Churchill sich persönlich für diese Ausnahme eingesetzt hatte. 1943 und 1944 transportierte das Schiff im Zuge der Vorbereitungen für die Landung der Alliierten in der Normandie auf zwölf Atlantiküberquerungen Truppen von New York und anderen nordamerikanischen Häfen nach Großbritannien. 1948 wurde es aus dem Dienst als Truppentransporter entlassen, nachdem es über 250.000 Menschen und 30.000 Tonnen Kriegsfracht befördert, dabei 600.000 Meilen zurückgelegt und alle vom Krieg betroffenen Regionen der Welt befahren hatte. Außer Kapitän Thomas gehörte nur der Chefbäcker Tom Patten während des gesamten Kriegseinsatzes zur Besatzung. Das Passagierschiff war eines von nur fünf seiner Reederei, die den Krieg überstanden.
Im Mai 1948 kehrte sie nach Liverpool zurück und ab Oktober desselben Jahres wurde sie auf der Bauwerft Fairfield in Glasgow einer umfangreichen Überholung unterzogen. Dabei wurde unter anderem als Schutz gegen das raue Wetter auf dem Nordatlantik das Promenadendeck verglast. Da die CP Ships die Pazifikroute eingestellt hatte, wurde sie nunmehr auf dem Atlantik eingesetzt und füllte dort als Flaggschiff der Gesellschaft die Lücke, die der Verlust der Empress of Britain hinterlassen hatte. Am 9. Mai 1950 stach sie zu ihrer ersten kommerziellen Reise von Liverpool nach Québec in See. Auf dieser Reise stellte sie einen neuen Geschwindigkeitsrekord auf. Als sie im Dezember 1950 New York erreichte, wurde sie in Anerkennung ihrer Verdienste während des Krieges von einem Zerstörer der United States Navy zu ihrem Ankerplatz geleitet. Es war das erste Mal, dass die US-Marine einem Schiff der Handelsmarine diese Ehre erwies. Auch von der Bevölkerung wurde sie festlich empfangen. Anschließend ging sie auf ihre erste Kreuzfahrt, die zugleich die erste eines Schiffes ihrer Reederei nach dem Krieg war.

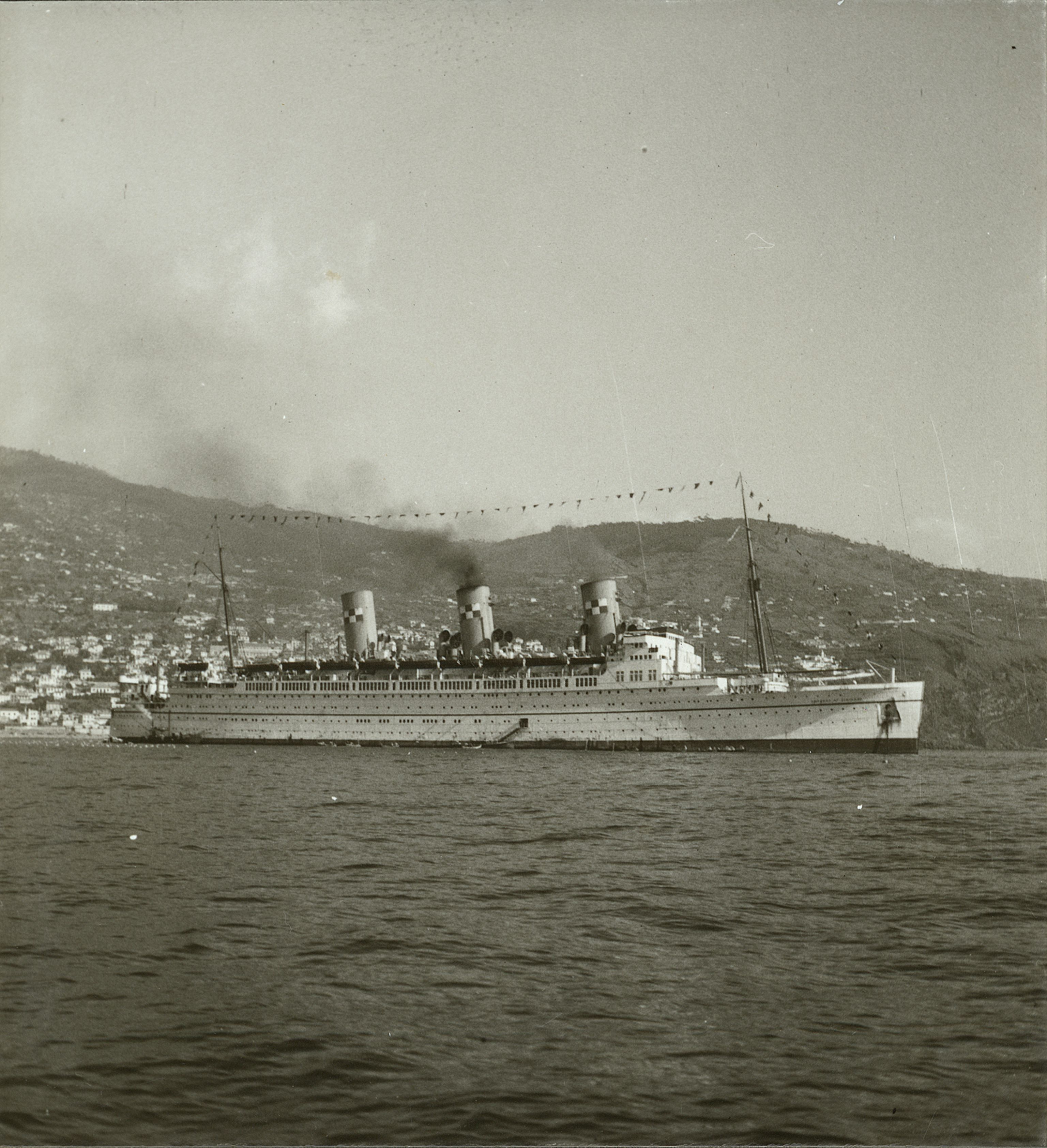
Als Empress of Scotland

Vom 12. bis zum 17. November 1951 beförderte die Empress of Scotland unter reger Anteilnahme der Medien Prinzessin Elizabeth und ihren Ehemann Philip, Duke of Edinburgh, nach einem Besuch in Kanada von Neufundland nach Liverpool. Wegen einer kurzfristig erfolgten Änderung des Reiseplans kam sie dabei statt der ursprünglich dafür vorgesehenen Empress of France zum Einsatz. Für die erste Seereise der Prinzessin auf einem Passagierschiff wurde eigens eine aus drei Räumen bestehende königliche Suite auf der Steuerbordseite des A-Decks eingerichtet. Trotz schlechten Wetters während der Überfahrt genoss die Prinzessin die Reise ersichtlich und stattete unter anderem dem Bordkino einen Besuch ab. Eine Einladung von Kapitän C. E. Duggan, an seinem Tisch zu speisen, lehnte sie gnädig ab. Am Ende der Reise drückte sie ihm jedoch ihre Wertschätzung aus, indem sie ihm Manschettenknöpfe und eine signierte Fotografie schenkte. Ihr wurden im Namen der Besatzung vom Seniorpagen zwei Puppen für Prinz Charles und Prinzessin Anne überreicht.
Im folgenden Jahr machte die Reederei Montreal zum Endpunkt der Reisen während der Sommermonate, was eine Anpassung des Hafens von Montreal an den Tiefgang des Schiffes und eine Verkürzung der Masten des Schiffes um 45 Fuß erforderlich machte, die sonst zu hoch für eine Durchfahrt unter der Québec-Brücke gewesen wären. Auf dem Weg von Québec nach Montreal hatte es eine 140 Meilen lange, stark gewundene Strecke auf dem Sankt-Lorenz-Strom zurückzulegen. Von tausenden Schaulustigen an den Ufern beobachtet absolvierte es diese in zehn Stunden am 13. Mai 1952. Als der Bootsmann George Britton vom Fockmast aus das erfolgreiche Passieren der Brücke signalisierte, brachen die Passagiere in Jubel aus. Gegen acht Uhr abends erreichte das Schiff sicher seinen Liegeplatz. Es war das bisher größte Schiff, das den Hafen von Montreal erreicht hatte. Viele, unter anderem auch George Britton, hatten diesen Kraftakt nicht für möglich gehalten. Zur Feier des Ereignisses gab die Stadt einen Empfang, bei dem sich der Kapitän ins Goldene Buch der Stadt eintragen durfte.
Ein bemerkenswertes Schiffsmanöver vollbrachte die Schiffsführung im März 1954, als sie wegen eines Streiks der Hafenarbeiter in New York ohne die Hilfe von Schleppern festmachen musste, obwohl das Schiff dazu eigentlich nicht ausgelegt war.
Nach Kriegsende hatte CP Ships die schrittweise Ersetzung ihrer Passagierschiffsflotte geplant. Ab 1956 wurden die Planungen umgesetzt. Überraschend wurde statt der Empress of France im September 1957 die Empress of Scotland zum Verkauf ausgeschrieben. Während ihrer sieben Jahre auf der Atlantikroute absolvierte sie 90 Kanadarundreisen, 26 Karibikkreuzfahrten von New York und drei Kreuzfahrten von Southampton aus.

## Hanseatic

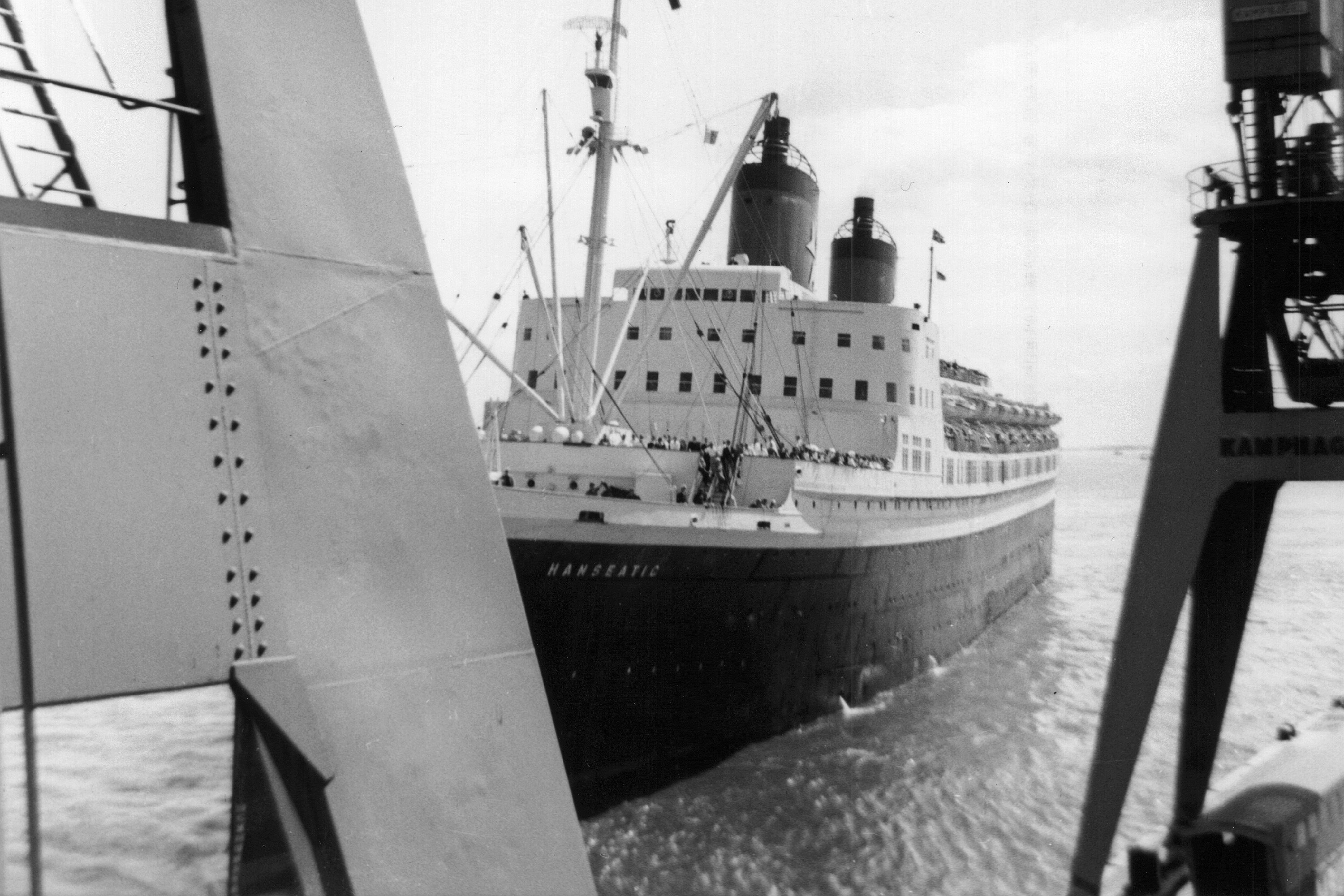
Hanseatic beim Anlegen in Cuxhaven am Steubenhöft

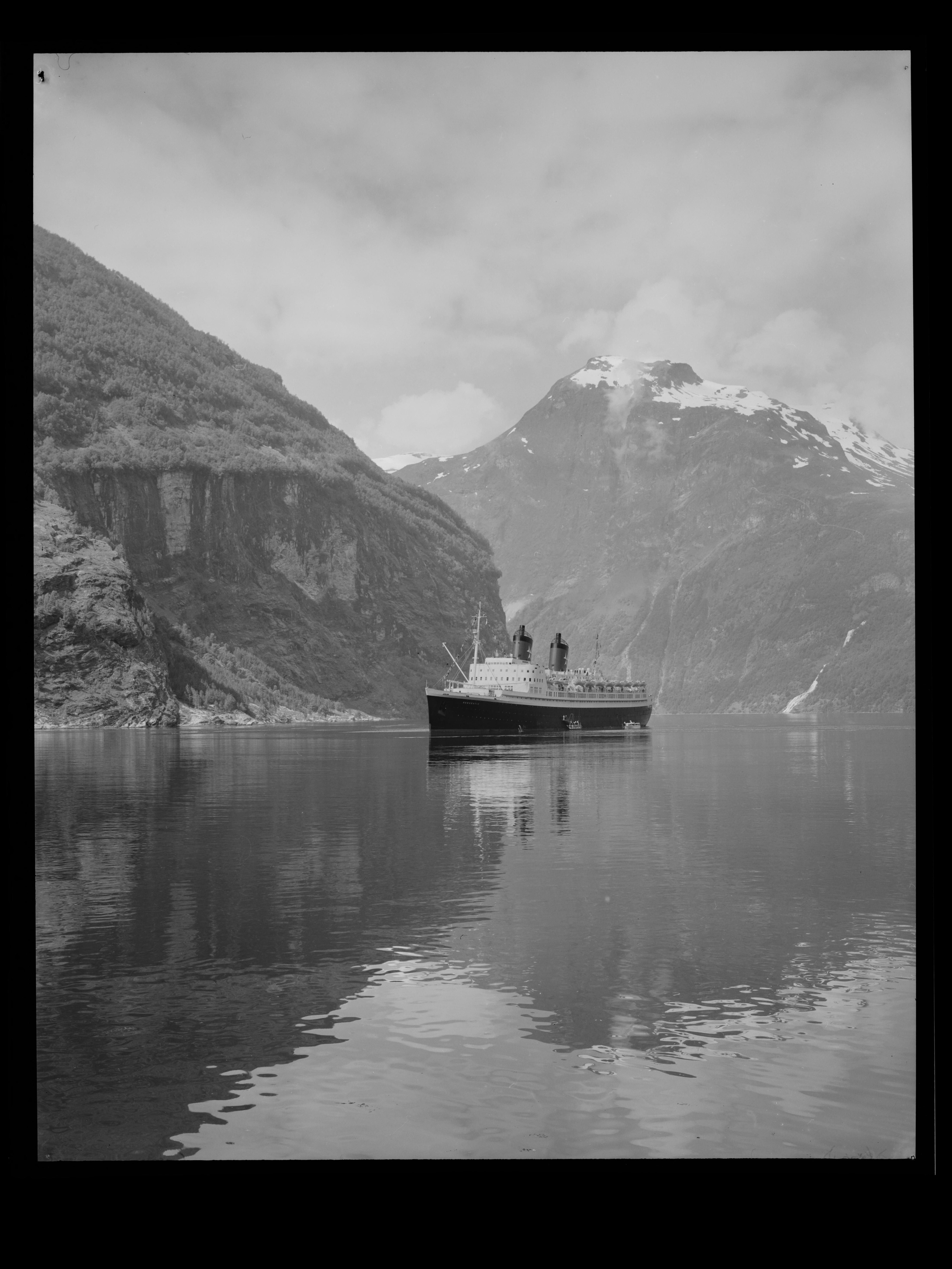
Die Hanseatic im Geirangerfjord

Im Januar 1958 an die Hamburg-Atlantic-Linie verkauft, erfolgte eigens für die Überführungsfahrt nach Hamburg eine weitere Umbenennung in Scotland. Noch im selben Jahr bekam das Schiff nach tiefgreifenden Umbauten in Hamburg seinen endgültigen Namen Hanseatic. Durch den Umbau erhöhte sich die Vermessung auf 30.300 BRT und die Passagierkapazität verdoppelte sich fast auf 1.350, davon 1.165 in der Touristenklasse. Anstelle des eingesparten dritten Schornsteins wurde ein Schwimmbecken eingebaut. Am 21. Juli 1958 ging das Schiff auf seine erste Reise unter seinem letzten Namen und fuhr von Cuxhaven nach New York. Auf dieser Strecke wurde es dann hauptsächlich im Liniendienst eingesetzt. Es war das erste Passagierschiff, das nach dem Krieg diese Route wieder im Liniendienst befuhr und zu seiner Zeit das einzige unter Hamburger Flagge. Außerdem wurde es für Kreuzfahrten in die Karibik und ins Mittelmeer eingesetzt. 1959 wurde auf dem Schiff ein Teil der Bordszenen für Drillinge an Bord mit Heinz Erhardt gedreht, und 1961 die Außenaufnahmen für Geliebte Hochstaplerin.
Am 7. September 1966 brach im Hafen von New York ein Feuer im Maschinenraum aus und fand in der hölzernen Inneneinrichtung reichlich Nahrung. Die Hafenfeuerwehr brauchte zehn Stunden, um den Brand unter Kontrolle zu bringen. Am Ende war das Schiff äußerlich zwar kaum, technisch jedoch so schwer beschädigt, dass man sich zum Abwracken entschied. Dazu wurde die Hanseatic von den eigens angereisten Schleppern Pacific (10.000 PS) und Atlantic (5.000 PS) der Bugsier-Reederei nach Hamburg geschleppt, wo die Bevölkerung die „schöne Hamburgerin“ mit großer Anteilnahme begrüßte. Die Verschrottung übernahm Eisen und Metall auf Altenwerder. Teile der Inneneinrichtung fanden Verwendung als Ausstattung des Hamburger Kaufhofrestaurants. Ein Teil des Rumpfes dient bis heute in Cuxhaven einer Werft als Arbeitsponton.